# Marcelo Arévalo
Marcelo Arévalo González (Sonsonate, 17 d'octubre de 1990) és un tennista salvadoreny especialista en la modalitat de dobles. És el millor tennista salvadoreny de tota la història tan individualment com en dobles. El seu germà gran Rafael Arévalo també va ser tennista professional.
En el seu palmarès consten deu títol de dobles masculins destacant el Roland Garros de 2022 junt a Jean-Julien Rojer. Amb aquest títol va esdevenir el primer tennista d'Amèrica Central en guanyar un títol de Grand Slam de dobles masculins. També ha estat finalista en la modalitat de dobles mixts en el US Open (2021). Aquests resultats li van permetre ocupar el cinquè lloc del rànquing mundial en dobles masculins, individualment va arribar al 139è lloc del rànquing.
Ha format part de l'equip nacional de Copa Davis en moltes edicions i va formar parella amb el seu germà habitualment.

## Torneigs de Grand Slam

### Dobles masculins: 2 (2−0)
| Resultat  | Núm. | Any  | Torneig           | Parella           | Oponents                        | Marcador            |
| --------- | ---- | ---- | ----------------- | ----------------- | ------------------------------- | ------------------- |
| Guanyador | 1.   | 2022 | Roland Garros     | Jean-Julien Rojer | Ivan Dodig Austin Krajicek      | 6−7(4), 7−6(5), 6−3 |
| Guanyador | 2.   | 2024 | Roland Garros (2) | Mate Pavić        | Simone Bolelli Andrea Vavassori | 7−5, 6−3            |

### Dobles mixts: 1 (0−1)
| Resultat  | Núm. | Any  | Torneig | Parella        | Oponents                       | Marcador |
| --------- | ---- | ---- | ------- | -------------- | ------------------------------ | -------- |
| Finalista | 1.   | 2021 | US Open | Giuliana Olmos | Desirae Krawczyk Joe Salisbury | 5−7, 2−6 |

## Palmarès

### Dobles masculins: 22 (16−6)
| Llegenda (pre/post 2009)                                 |
| -------------------------------------------------------- |
| Grand Slams (2−0)                                        |
| Tennis Masters Cup / ATP Finals (0−0)                    |
| ATP Masters Series / ATP World Tour Masters 1000 (5−2)   |
| ATP International Series Gold / ATP World Tour 500 (0−1) |
| ATP International Series / ATP World Tour 250 (9−3)      |

| Títols per superfície |
| --------------------- |
| Dura (12−1)           |
| Gespa (0−2)           |
| Terra batuda (4−3)    |

| Resultat  | Núm. | Data                   | Torneig                     | Superfície   | Parella                   | Oponents                                | Marcador              |
| --------- | ---- | ---------------------- | --------------------------- | ------------ | ------------------------- | --------------------------------------- | --------------------- |
| Finalista | 1.   | 22 de juliol de 2018   | Newport, Estats Units       | Gespa        | Miguel Ángel Reyes Varela | Jonathan Erlich Artem Sitak             | 1−6, 2−6              |
| Guanyador | 1.   | 5 d'agost de 2018      | Los Cabos, Mèxic            | Dura         | Miguel Ángel Reyes Varela | Taylor Fritz Thanasi Kokkinakis         | 6−4, 6−4              |
| Finalista | 2.   | 21 de juliol de 2019   | Newport (2)                 | Gespa        | Miguel Ángel Reyes Varela | Marcel Granollers Serhí Stakhovski      | 7−6(10), 4−6, [11−13] |
| Finalista | 3.   | 1 de març de 2020      | Santiago, Xile              | Terra batuda | Jonny O'Mara              | R. Carballés Baena A. Davidovich Fokina | 6−7(3), 1−6           |
| Guanyador | 2.   | 28 d'agost de 2021     | Winston-Salem, Estats Units | Dura         | Matwé Middelkoop          | Ivan Dodig Austin Krajicek              | 6−7(5), 7−5, [10−6]   |
| Guanyador | 3.   | 13 de febrer de 2022   | Dallas, Estats Units        | Dura         | Jean-Julien Rojer         | Lloyd Glasspool Harri Heliövaara        | 7−6(4), 6−4           |
| Guanyador | 4.   | 20 de febrer de 2022   | Delray Beach, Estats Units  | Dura         | Jean-Julien Rojer         | A. Nedovyesov A-u-H. Qureshi            | 6−2, 6−7(5), [10−4]   |
| Finalista | 4.   | 27 de febrer de 2022   | Acapulco, Mèxic             | Dura         | Jean-Julien Rojer         | Feliciano López Stéfanos Tsitsipàs      | 5−7, 4−6              |
| Guanyador | 5.   | 4 de juny de 2022      | Roland Garros, França       | Terra batuda | Jean-Julien Rojer         | Ivan Dodig Austin Krajicek              | 6−7(4), 7−6(5), 6−3   |
| Guanyador | 6.   | 23 d'octubre de 2022   | Estocolm, Suècia            | Dura (i)     | Jean-Julien Rojer         | Lloyd Glasspool Harri Heliövaara        | 6−3, 6−3              |
| Guanyador | 7.   | 14 de gener de 2023    | Adelaida, Austràlia         | Dura         | Jean-Julien Rojer         | Ivan Dodig Austin Krajicek              | Renúncia              |
| Guanyador | 8.   | 19 de febrer de 2023   | Delray Beach (2)            | Dura         | Jean-Julien Rojer         | Rinky Hijikata Reese Stalder            | 6−3, 6−4              |
| Guanyador | 9.   | 13 d'agost de 2023     | Toronto, Canadà             | Dura         | Jean-Julien Rojer         | Rajeev Ram Joe Salisbury                | 6−3, 6−1              |
| Guanyador | 10.  | 7 de gener de 2024     | Hong Kong, Xina             | Dura         | Mate Pavić                | Sander Gillé Joran Vliegen              | 7−6(3), 6−4           |
| Finalista | 5.   | 19 de setembre de 2024 | Roma, Itàlia                | Terra batuda | Mate Pavić                | Marcel Granollers Horacio Zeballos      | 2−6, 2−6              |
| Guanyador | 11.  | 25 de maig de 2024     | Ginebra, Suïssa             | Terra batuda | Mate Pavić                | Lloyd Glasspool Jean-Julien Rojer       | 7−6(2), 7−5           |
| Guanyador | 12.  | 8 de juny de 2024      | Roland Garros (2)           | Terra batuda | Mate Pavić                | Simone Bolelli Andrea Vavassori         | 7−5, 6−3              |
| Guanyador | 13.  | 19 d'agost de 2024     | Cincinnati, Estats Units    | Dura         | Mate Pavić                | Mackenzie McDonald Alex Michelsen       | 6−2, 6−4              |
| Guanyador | 14.  | 16 de març 2025        | Indian Wells, Estats Units  | Dura         | Mate Pavić                | Sebastian Korda Jordan Thompson         | 6−3, 6−4              |
| Guanyador | 15.  | 29 de març 2025        | Miami, Estats Units         | Dura         | Mate Pavić                | Julian Cash Lloyd Glasspool             | 7−6(3), 6−3           |
| Finalista | 6.   | 4 de maig de 2025      | Madrid, Espanya             | Terra batuda | Mate Pavić                | Marcel Granollers Horacio Zeballos      | 4−6, 4−6              |
| Guanyador | 16.  | 18 de maig de 2025     | Roma                        | Terra batuda | Mate Pavić                | Sadio Doumbia Fabien Reboul             | 6−4, 6−7(6), [13−11]  |

#### Períodes com a número 1
| Núm. | Predecessor                        | Dates                   | Successor | Setmanes | Acumulat |
| ---- | ---------------------------------- | ----------------------- | --------- | -------- | -------- |
| 1.   | Marcel Granollers Horacio Zeballos | 11/11/2024 − actualitat |           | 1        | 1        |

## Trajectòria

### Dobles masculins
| Open d'Austràlia | A   | A   | A   | A   | 2R    | QF    | QF    | 1R    | QF    | 3R | 0 / 6    | 12 – 6   |
| Roland Garros | A   | A   | A   | 3R  | 1R    | 2R    | 3R    | G     | QF    |    | 1 / 6    | 14 – 4   |
| Wimbledon | A   | 1R  | A   | 2R  | 2R    | NC    | A     | 1R    | 2R    |    | 0 / 5    | 3 – 5    |
| US Open | A   | A   | A   | 1R  | 3R    | 1R    | 1R    | SF    | 3R    |    | 3 / 6    | 8 – 6    |
| ATP Finals | A   | A   | A   | A   | A     | A     | A     | RR    | A     |    | 0 / 1    | 1 – 2    |
| Total Victòries–Derrotes                                                                                                   | 1−1 | 1−2 | 1−2 | 9−8 | 11−16 | 17−11 | 27−21 | 40−22 | 35−22 |    | 108 – 83 | 108 – 83 |
| Rànquing a final d'any | 190 | 119 | 110 | 54  | 71    | 52    | 31    | 6     | 19    |    |          |          |
| Llegenda: G: Guanyador; F: Finalista; SF: Semifinalista; QF: Quarts de final; Q: Qualificació; A: Absent; RR: Round Robin; |     |     |     |     |       |       |       |       |       |    |          |          |

### Dobles mixts
| Open d'Austràlia | A   | 2R  | 2R  | 1R | 0 / 3   | 2 – 3   |
| Roland Garros | A   | 1R  | QF  |    | 0 / 2   | 2 – 2   |
| Wimbledon | A   | 1R  | QF  |    | 0 / 2   | 2 – 2   |
| US Open | F   | 1R  | 2R  |    | 0 / 3   | 5 – 3   |
| Total Victòries–Derrotes                                                                                                   | 4−1 | 1−4 | 6−4 |    | 11 – 10 | 11 – 10 |
| Llegenda: G: Guanyador; F: Finalista; SF: Semifinalista; QF: Quarts de final; Q: Qualificació; A: Absent; RR: Round Robin; |     |     |     |    |         |         |